# 서밋 (슈퍼컴퓨터)

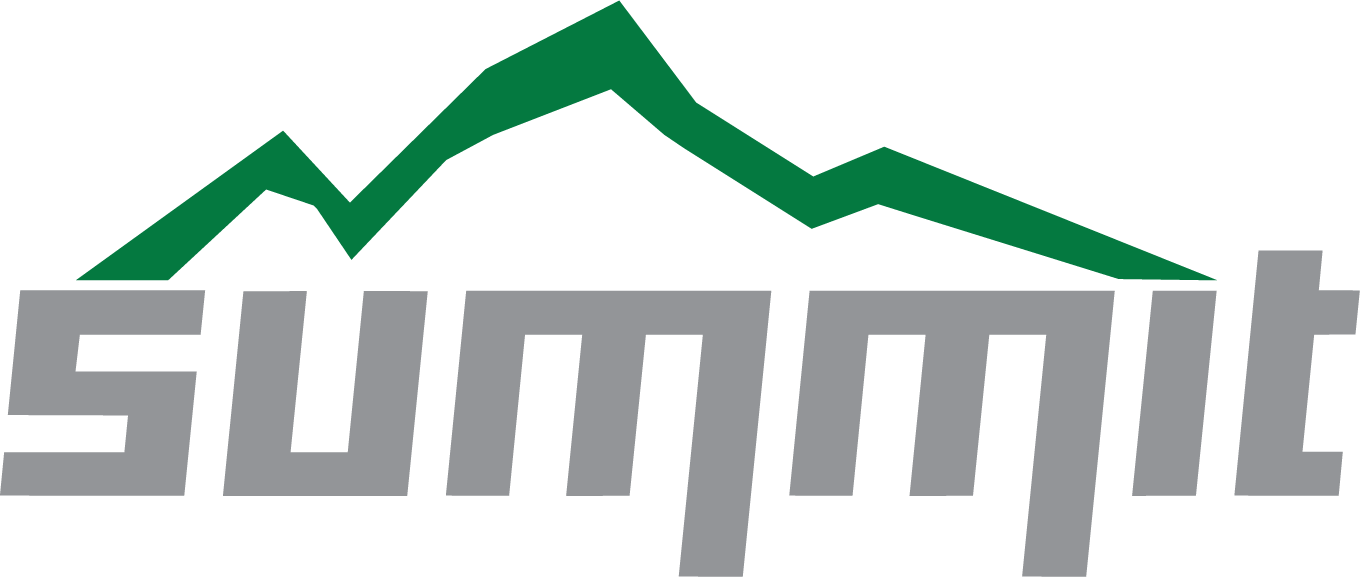

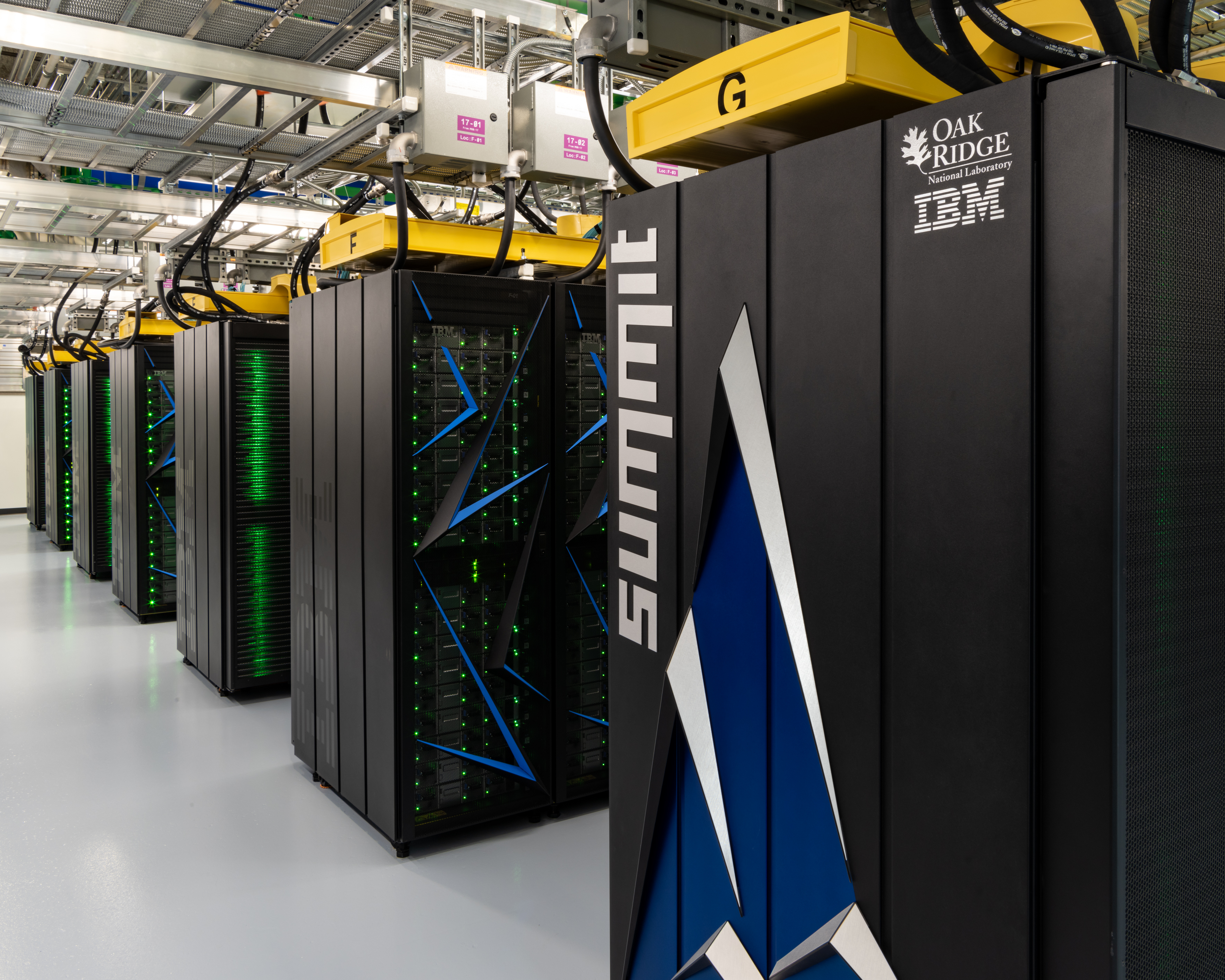
서밋의 컴퓨터들

서밋(Summit) 또는 OLCF-4는 오크리지 국립연구소의 시설인 OLCF(Oak Ridge Leadership Computing Facility)에서 사용하기 위해 IBM이 개발한 슈퍼컴퓨터로, 200페타플롭스를 처리할 수 있어 프론티어(OLCF-5), 후가쿠(Fugaku), LUMI 및 레오나르도(Leonardo) 다음으로 세계에서 5번째로 빠른 슈퍼컴퓨터이다. (프론티어가 가장 빠름) 2018년 11월부터 2020년 6월까지 1위 자리를 유지했다. 현재 LINPACK 벤치마크는 148.6페타플롭스이다.
2019년 11월 기준으로 슈퍼컴퓨터는 측정된 전력 효율이 14.668 gigaFLOPS/와트로 세계에서 에너지 효율이 가장 높은 5위로 선정되었다. 서밋은 엑사플롭(초당 100경 연산) 속도에 도달한 최초의 슈퍼컴퓨터로 게놈 분석 중에 1.88엑사플롭을 달성했으며 혼합 정밀도 계산을 사용하면 3.3엑사플롭에 도달할 것으로 예상된다.

## 같이 보기
- 타이탄 (슈퍼컴퓨터)
- 프론티어 (슈퍼컴퓨터)
- TOP500
- 레드햇 엔터프라이즈 리눅스